# Falsa rienda
Se llama falsa rienda a las dos correas iguales que la brida de un caballo que por uno de sus dos extremo pasan por las anillas del cabezón o el lugar que se encuentra en el centro de las camas del bocado con ese fin, y por el otro se aseguran en la silla. 
Las falsa riendas se usan para gobernar el caballo si por accidente se rompiesen las riendas al igual que para hacer que lleve la cabeza derecha y airosa, especialmente el animal cuyo cuello se resiste a una y otra mano, el que pisotea o el que despapa en exceso. Las falsas riendas son muy útiles pues a su vez hacen maniobrar al bocado con suavidad y producen el mismo efecto que el filete o el bridón. 